# Сенница родопская
Сенница родопская (лат. Coenonympha rhodopensis) — вид дневных бабочек из семейства бархатниц. Длина переднего крыла 14 — 18 мм.

## Этимология названия
Rhodopensis (топонимическое) — Родопы, область в Болгарии.

## Ареал
Ареал вида.
Северная Греция, Северная и Центральная Италия, Румыния (Хребет Ретезат), Болгария, Босния и Герцеговина, Сербия, Хорватия, Македония.

## Биология
Вид наиболее обычен в субальпийской зоне. Бабочки населяют горные луга (большей частью субальпийские и альпийские), остепненные склоны и опушки хвойных лесов на высотах от 1150 до 2600 метров над уровнем моря. Вид наиболее обычен на высотах 1800—2200 метров над уровнем моря. За год развивается одно поколение. Время лёта, в зависимости от высоты и расположения склона, длится с начала июня по начало сентября. Кормовые растения гусениц: мятлик (Poa sp.).